# Soprana
Soprana est une ancienne commune italienne de la province de Biella, dans la région Piémont.

## Administration
| Période                                  | Période | Identité              | Étiquette                       | Qualité |
| ---------------------------------------- | ------- | --------------------- | ------------------------------- | ------- |
| 2004                                     | 2009    | Maria Emilia Pera Mut | lista civica                    |         |
| 2009                                     |         | Massimo Foglizzo      | lista civica Soprana che cresce |         |
| Les données manquantes sont à compléter. |         |                       |                                 |         |

### Hameaux
Baltigati, Lanvario, Cerreia, Cerruti, Molinengo

### Communes limitrophes
Curino, Mezzana Mortigliengo, Trivero